# Ardisia niambiensis
Ardisia niambiensis là một loài thực vật có hoa trong họ Anh thảo. Loài này được Pipoly & Cogollo mô tả khoa học đầu tiên năm 1998.